# 布劳恩斯巴赫
布劳恩斯巴赫是德国巴登-符腾堡州的一个市镇。总面积52.85平方公里，总人口2327人，其中男性1159人，女性1168人（2011年12月31日），人口密度44人/平方公里。

## 友好城市
- 法國 武耶